# Mountainbikeorientering
Mountainbikeorientering, även kallat MTB-orientering eller MTB-O är orientering på cykel. Man började cykla mountainbikeorientering på slutet av 1980-talet. Första världsmästerskapet hölls 2002.
Första svenska mästerskapen i mountainbikeorientering hölls 2011.
Varje år arrangeras Svenska Cupen MTB-O som är ett antal tävlingar i mountainbikeorientering. Man räknar sedan ihop alla resultat och får en totalvinnare. 
Den klassiska tävlingen för "vanlig" orientering, O-Ringen införde 2011 mountainbikeorientering i tävlingen. Mountainbikeorienteringen är separata klasser från den vanliga orienteringen. Mountainbikeorienterings-tävlingarna på O-Ringen har lika många etapper som den vanliga orienteringen, 5 stycken.

## Hjälpmedel
Mountainbikeorientering använder i grunden samma hjälpmedel som vanlig orientering.

### Karta
Kartan för mountainbikeorienterare ser i grunden ut precis som en vanlig orienteringskarta. Det som är skillnaden är att stigarna är speciellt utmärkta på kartan. Stigarna är stora gröna streck, och tjockleken och om den är streckad visar hur "fin" stigen är. En stor asfaltsväg är ett stort heldraget streck, medan en mindre skogsstig är smalare och streckad.
För att kunna se kartan hela tiden har man ett speciellt kartställ på styret där man fäster kartan.

### Cykel
Man har en vanlig mountainbike-cykel när man cyklar mountainbike. Det finns inga specialbyggda cyklar som är till för endast mountainbikeorientering.